# コーリー・ウッドロー
コーリー・ウッドロー（Cauley Woodrow, 1994年12月2日 - ）は、イングランド・ハートフォードシャー・ヘメル・ヘムステッド出身のサッカー選手。プレミアリーグ・ルートン・タウン所属。ポジションはフォワード。

## 経歴
ルートン・タウンFCの下部組織を経て、16歳の誕生日を迎えた2週間後にトップチームデビュー。
2011年3月、プレミアリーグのフラムFCに移籍。
2019年1月、レンタルで加入していたバーンズリーFCに完全移籍。
2022年6月21日、ルートンへの復帰が発表された。

## 代表歴
2011年2月、アルガルベトーナメントのU-17ルーマニア代表戦に出場。これにより1970年代以降では初めてとなる、ノンリーグ所属の現役ユース代表選手となった。同トーナメントでは他に2試合に出場した。

## 所属クラブ
ユース
- トッテナム・ホットスパーFC
- ブラックハースト・ヒル 2007-2008
- ルートン・タウンFC 2008-2010

シニア
- ルートン・タウンFC 2010-2011
- フラムFC 2011-2019

→ サウスエンド・ユナイテッドFC 2013-2014 (loan)
→ バートン・アルビオンFC 2017 (loan)
→ ブリストル・シティFC 2017-2018 (loan)
→ バーンズリーFC 2018-2019 (loan)
- バーンズリーFC 2019-2022
- ルートン・タウンFC 2022-

## タイトル
U-21イングランド代表
- トゥーロン国際大会: 2016[8]